# Campeonato Catarinense de Futebol de 1927
O Campeonato Catarinense de Futebol de 1927 teve a participação de 10 equipes e foi promovido pela então LSCDT - Liga Santa Catarina de Desportos Terrestres que em 15 de agosto deste mesmo ano, passou a ser chamada FCD - Federação Catharinense de Desportos, hoje Federação Catarinense de Futebol.

## Equipes Participantes
| Equipe         | Município     |
| -------------- | ------------- |
| Adolpho Konder | Florianópolis |
| Alex           | Florianópolis |
| América*       | Joinville     |
| Avaí           | Florianópolis |
| Brasil         | Blumenau      |
| Externato      | Florianópolis |
| Figueirense    | Florianópolis |
| Internato      | Florianópolis |
| Tamandaré      | Florianópolis |
| Trabalhista    | Florianópolis |

* O América de Joinville desistiu de filiar-se a FCD e o jogo programado para decisão do interior entre Brasil e América não aconteceu, assim, a FCD decidiu homologar o título de campeão do interior ao Brasil de Blumenau.

## Classificação final
Campeão: Avaí Futebol Clube 

Vice: Brasil Football Club (Blumenau)

## Elencos dos finalistas
- Avaí:

Boos; Bida e Tancredo; Maciel, Elesbão e Botafogo; Estevão, Acyoli, Sabas, Nanado e Arnaldo.
- Brasil:

Gaúcho; Garcia e Neves; Balsini, Netto e Krepski; Razzine, Natal, Ivo, André e Petreli.

## Campeão
| Campeonato Catarinense de 1927 |
| ------------------------------ |
| Avaí 3º Título                 |